# اشرف المهدیوی
اشرف المهدیوی (انگلیسی: Aschraf El Mahdioui؛ زادهٔ ۲۴ مهٔ ۱۹۹۶) بازیکن فوتبال متولد هلند اهل مراکش است.
از باشگاه‌هایی که در آن بازی کرده است می‌توان به باشگاه فوتبال ویسوا کراکوف و باشگاه فوتبال یونگ آژاکس اشاره کرد.